# Harmala, Idlib
Harmala, Idlib (tiếng Ả Rập: حرملة) là một ngôi làng Syria nằm ở Abu al-Duhur Nahiyah ở huyện Idlib, Idlib. Theo Cục Thống kê Trung ương Syria (CBS), Harmala, Idlib có dân số 1380 người trong cuộc điều tra dân số năm 2004.